# شدت میدان

میدان برداری

در فیزیک، شدت میدان به معنای بزرگی از اندازهٔ میدان برداری است (برای مثال، ولت بر متر، V/m، برای یک میدان الکتریکی E). برای مثال، یک میدان الکترومغناطیسی باعث شدت میدان الکتریکی و همچنین شدت میدان مغناطیسی می‌شود. به عنوان یک کاربرد، در مخابرات با فرکانس رادیویی، قدرت سیگنال یک آنتن گیرنده را تحریک می‌کند و از این طریق یک ولتاژ را در یک فرکانس و قطبش خاص ایجاد می‌کند تا بتواند یک سیگنال ورودی برای گیرنده رادیو تولید کند. شدت میدان سنج برای کاربردهایی مانند تلفن همراه، پخش همگانی، وای-فای و طیف گسترده‌ای از سایر کاربردهای مرتبط با رادیو استفاده می‌شود.